# Little brown mushrooms
Die englischsprachige Wortkombination little brown mushrooms („kleine braune Pilze“) – abgekürzt mit dem Akronym LBM – ist ein Begriff der Mykologie. Sie findet sowohl unter pilzkundlichen Laien als auch im Wissenschaftsbetrieb und in Fachpublikationen Verwendung. Es handelt sich um eine lakonische Bezeichnung für eine Klassifizierungskategorie ohne exakte Definition.
In diese Sammelkategorie fallen Hunderte kleiner bis mittelgroßer Großpilze (Makromyzeten) aus der Abteilung der Ständerpilze (Basidiomycota), die nur äußerst wenige makromorphologisch eindeutig unterscheidbare Merkmale besitzen und daher überaus schwierig zu bestimmen sind.
Viele der Arten sind ungiftig, manche jedoch schwach giftig, andere haben eine halluzinogene Wirkung und einige sind tödlich giftig. Zu letzteren zählt beispielsweise der Gift-Häubling (Galerina marginata). Laien wird aufgrund der Toxizität einiger Arten generell vom Sammeln der LBM abgeraten. Sehr erfahrene Pilzsammler vermögen eventuell subtilere Bestimmungsmerkmale wahrzunehmen und die gefundenen LBM aufgrund dessen auf eine Gattung oder gar eine Artengruppe einzugrenzen. Doch selbst Experten können erhebliche Probleme bei der Artbestimmung haben und eine exakte Bestimmung der LBM bedarf zumeist einer sorgfältigen Untersuchung mikroskopischer Merkmale sowie einer tieferen Kenntnis der relevanten Pilzfamilien oder einer Spezialisierung auf einzelne Gattungen.

## Inhalt der Kategorie
Die LBM umfassen Hunderte einzelner Pilzarten. In der Regel werden komplette Gattungen dieser Kategorie zugeordnet. Als archetypischer Vertreter der LBM gilt die Gattung der Mürblinge beziehungsweise Faserlinge (Psathyrella). Die nachfolgende Liste enthält einige der Gattungen, die üblicherweise als LBM angesehen werden:
- Agrocybe (Ackerlinge)
- Alnicola
- Bolbitius (Mistpilze) – teilweise
- Conocybe (Samthäubchen)
- Cortinarius (Schleierlinge)
- Deconica
- Flammulaster
- Flammulina (Samtfußrüblinge)
- Galerina (Häublinge)
- Inocybe (Risspilze)
- Mycena (Helmlinge)
- Panaeolus (Düngerlinge)
- Phaeomarasmius (Schüppchenschnitzlinge)
- Psilocybe
- Simocybe
- Tubaria (Trompetenschnitzlinge)

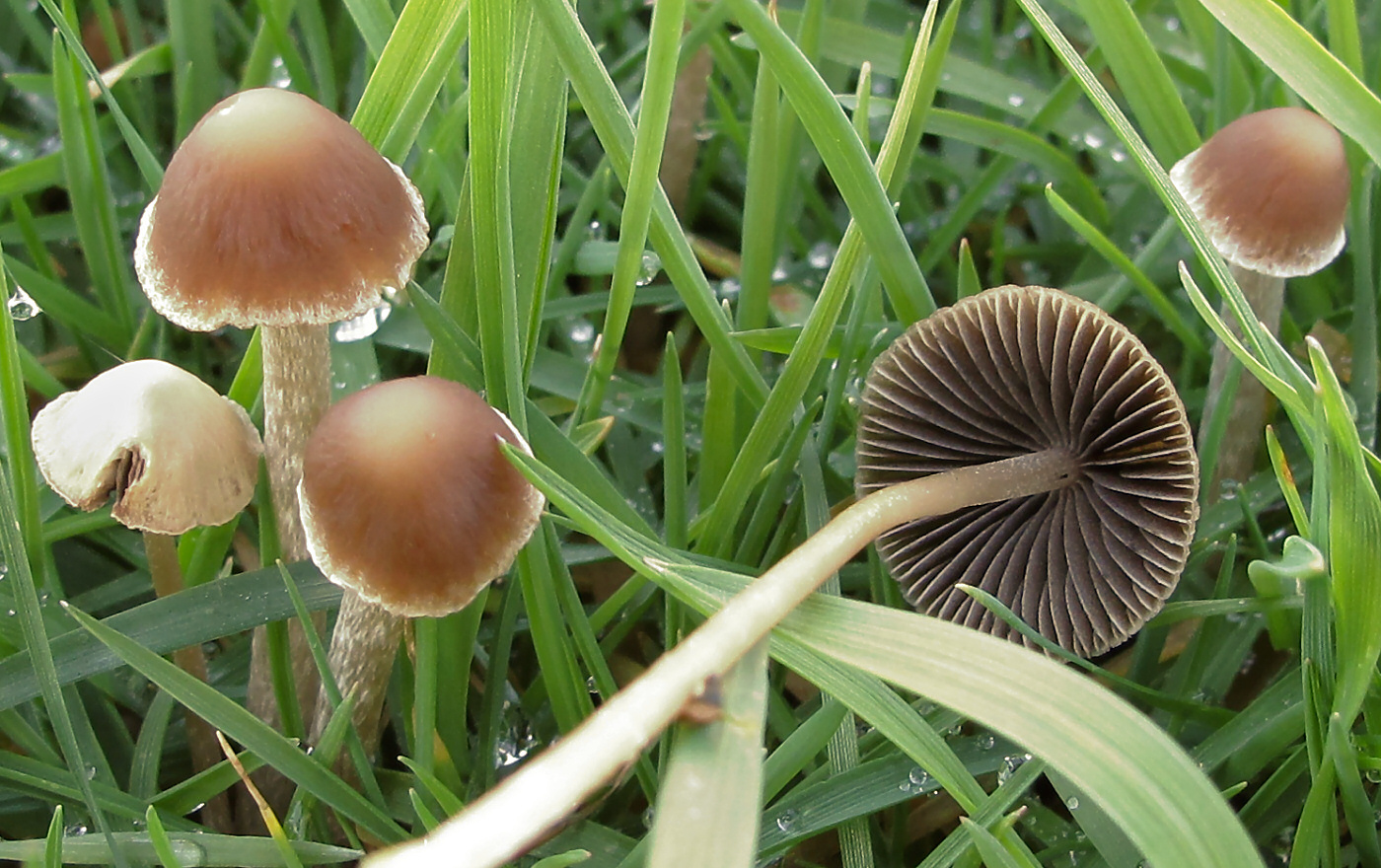
Pilze der Gattungen Psathyrella …
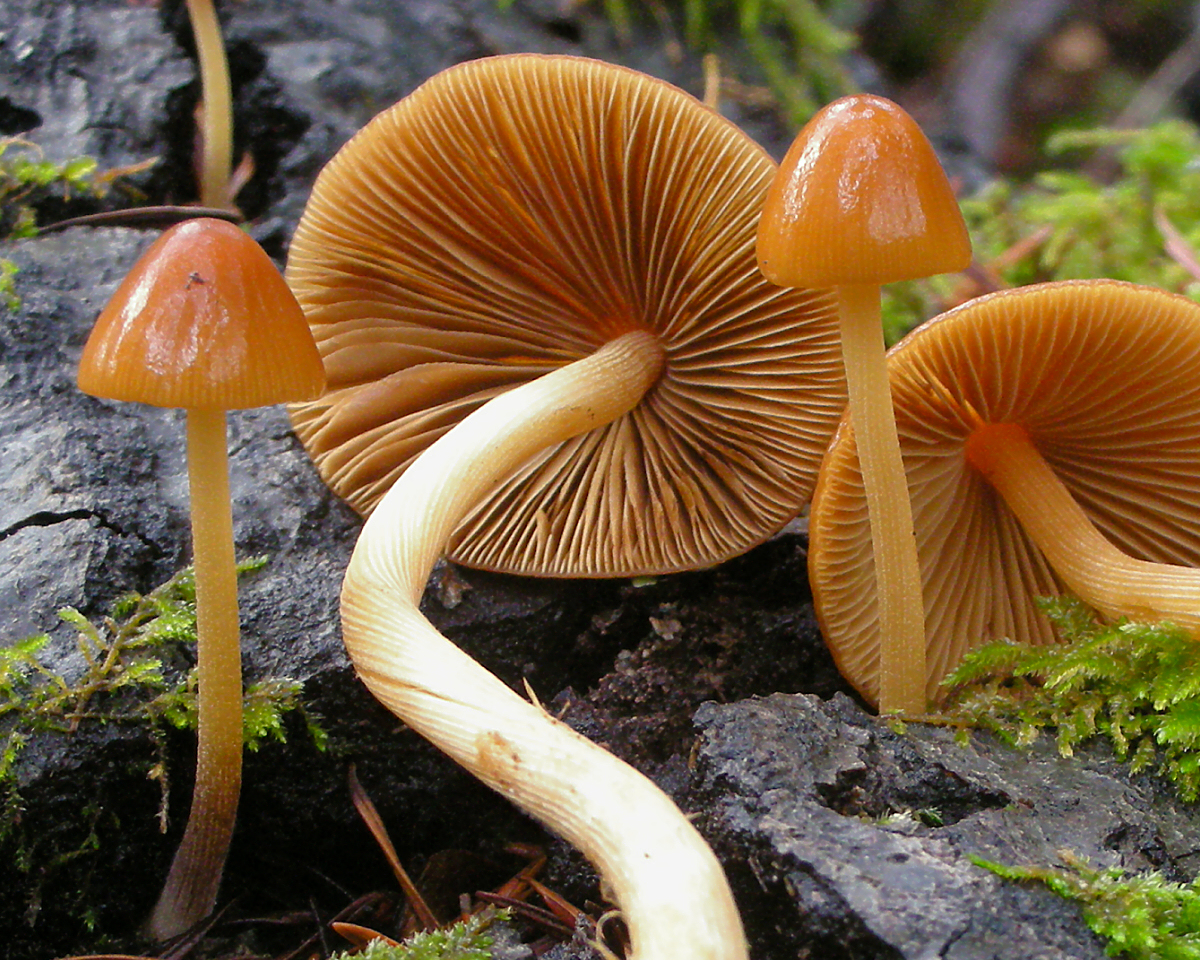
… Conocybe …
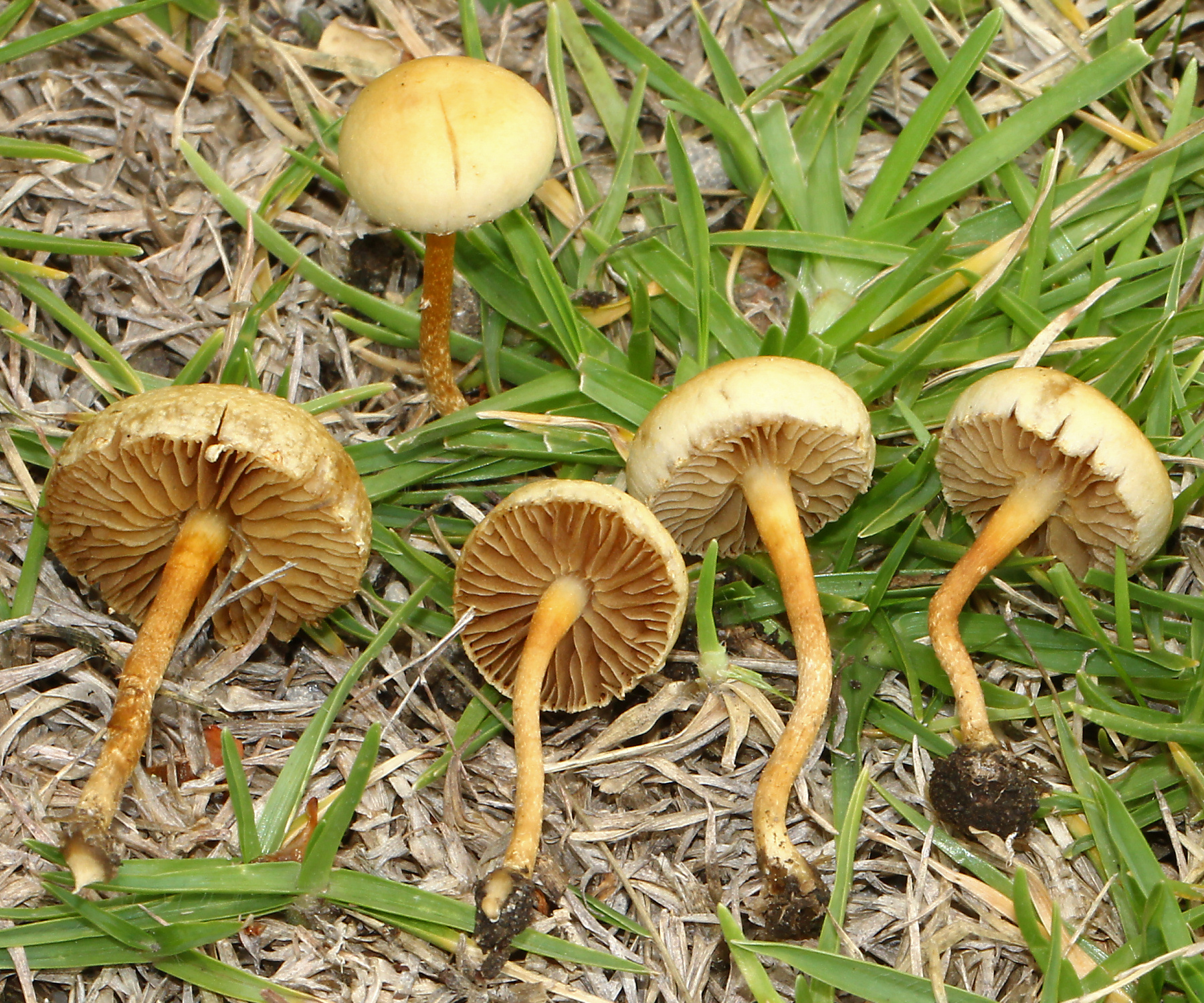
… Agrocybe …
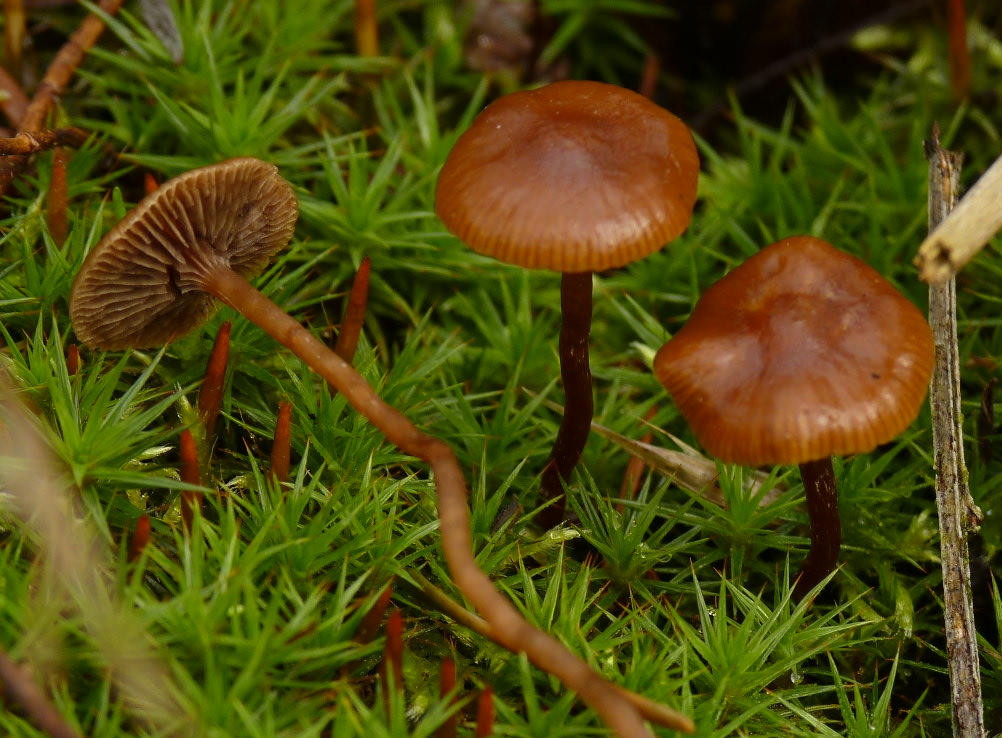
… Deconica …
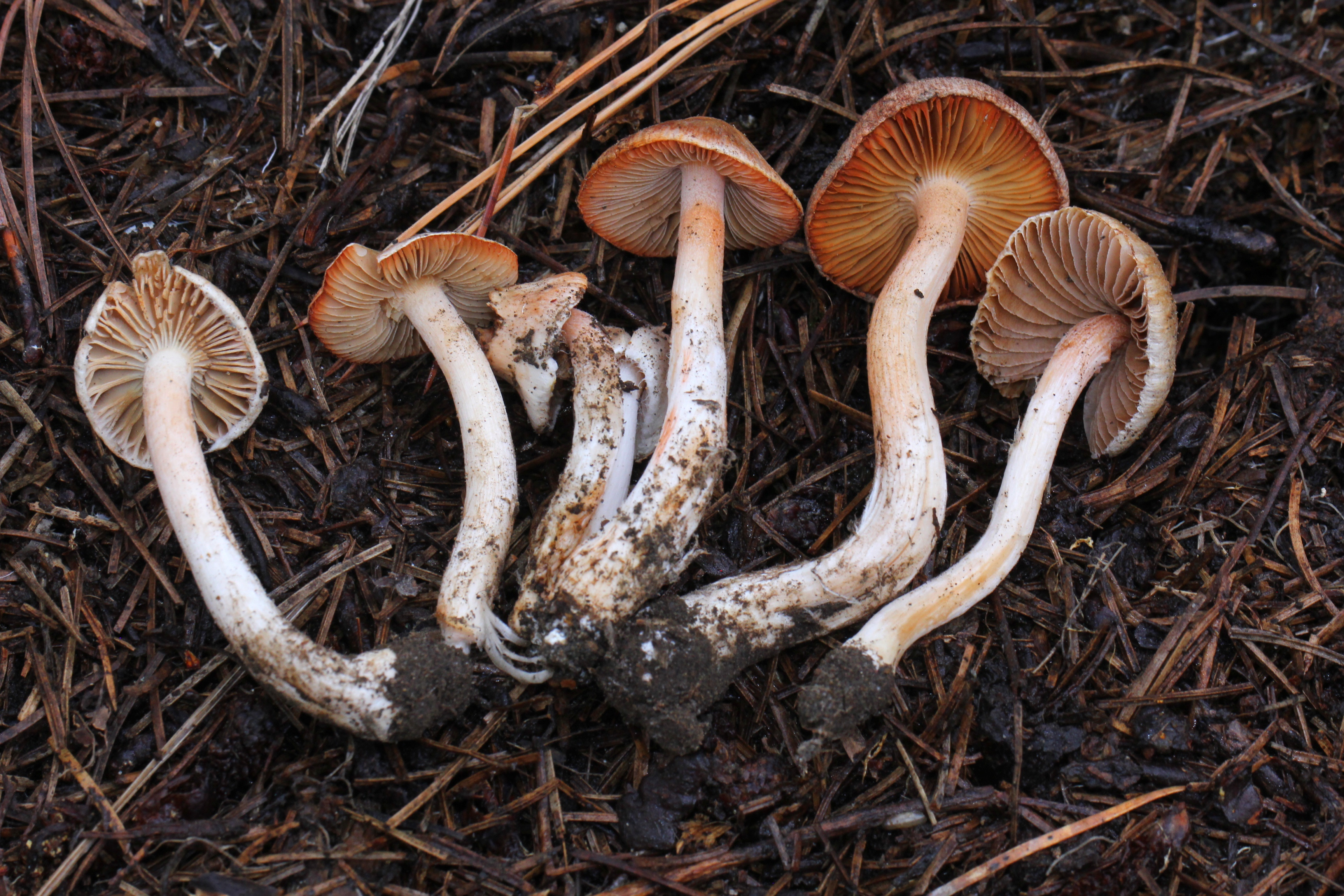
… Inocybe …
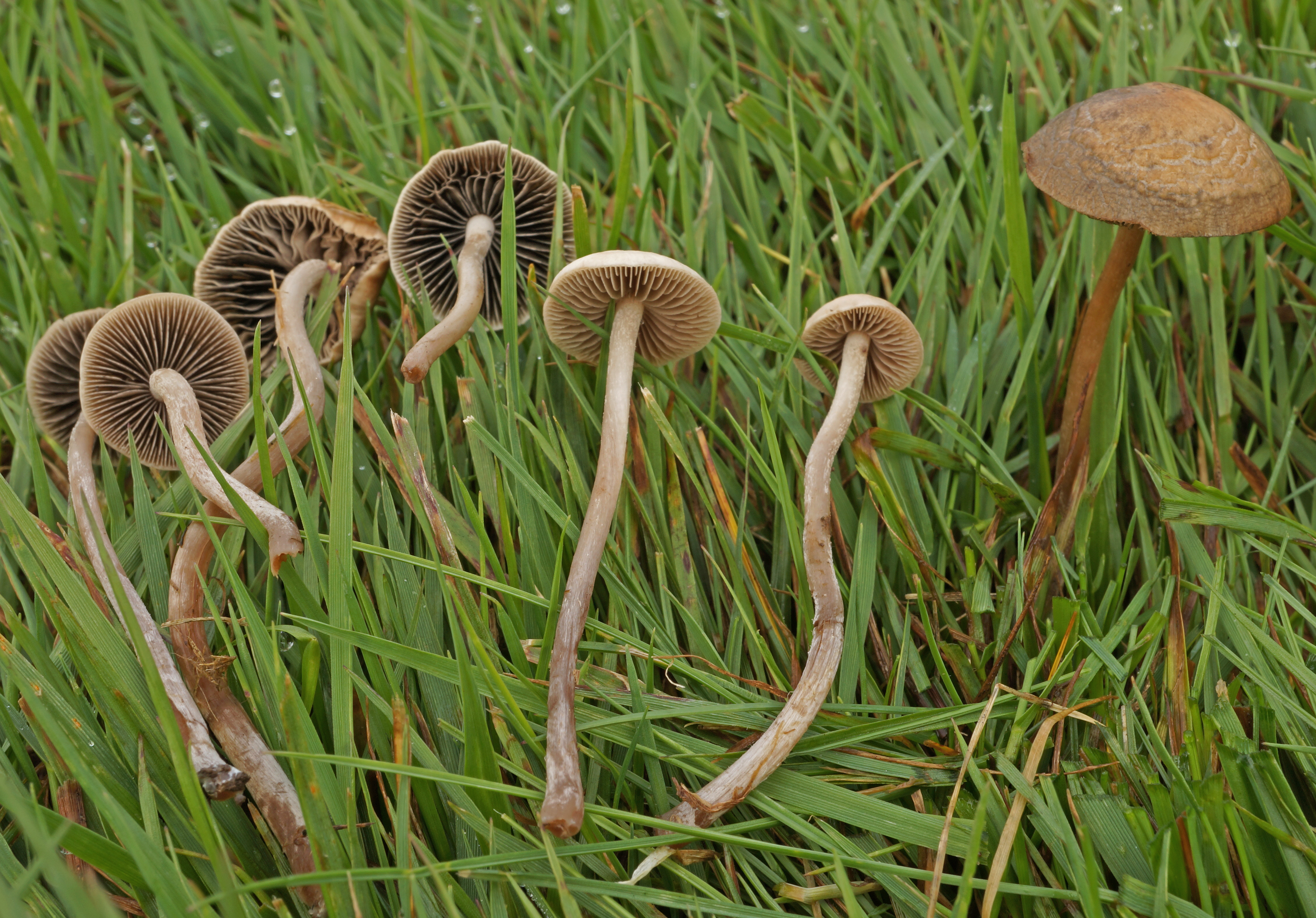
… Panaeolus und …
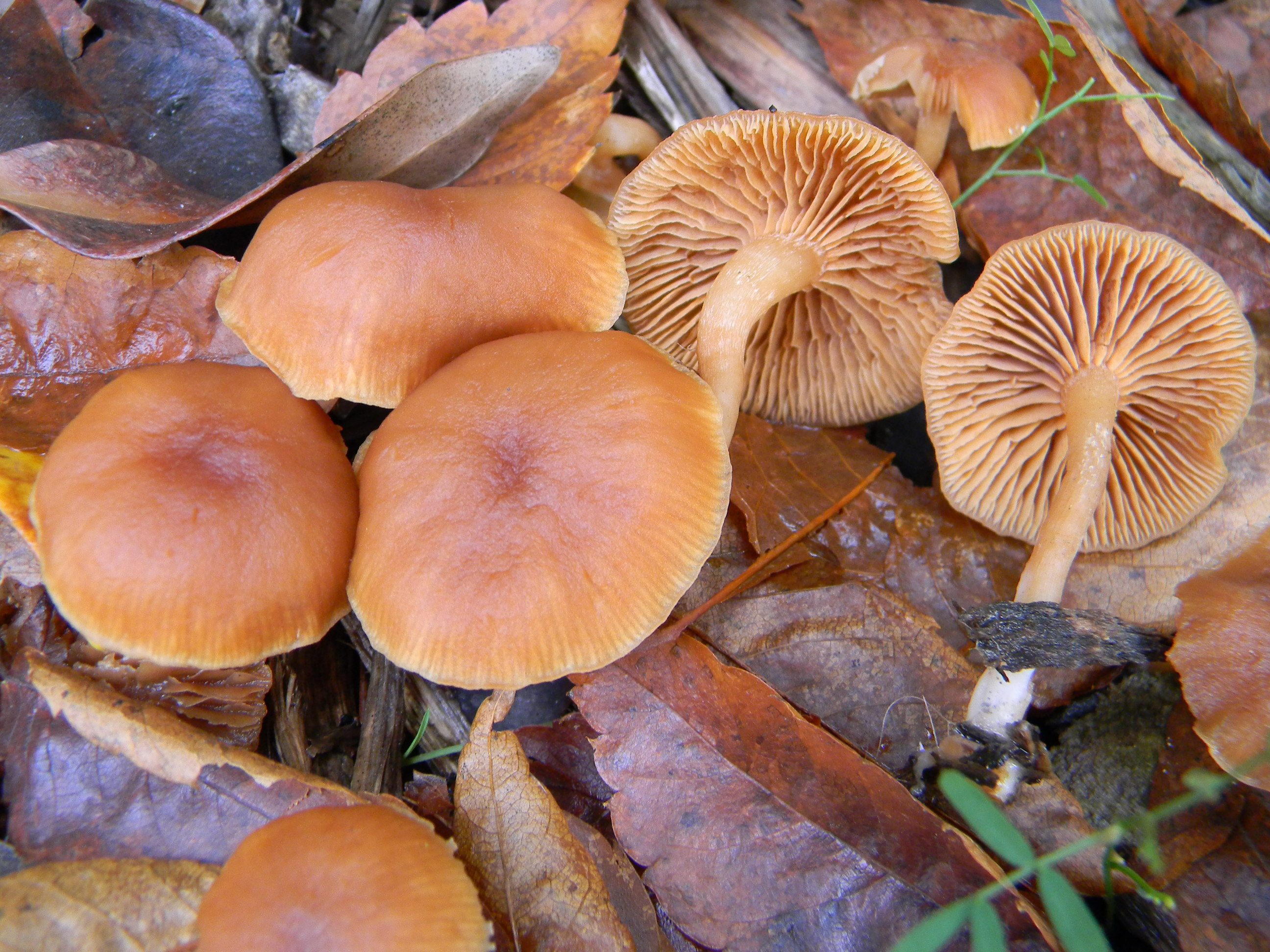
… Tubaria.

## Beschreibung
Sämtliche LBM verfügen über Lamellen und diese laufen nie den Stiel hinab. Das ist – neben ihrer geringen Größe – die einzige Gemeinsamkeit aller LBM, denn entgegen ihrer Namensgebung kann es bereits bei der Farbe durchaus zu Unterschieden kommen. Zwar sind die Fruchtkörper der weit überwiegenden Mehrzahl der Pilze dunkelbraun bis blass bräunlich oder lohfarben, doch sie können auch zu leichtem Orange, zu Grau, zu blassem Gelb oder zu weißlichen Tönen tendieren. Hinsichtlich der Sporenfarbe der LBM, üblicherweise bei Makromyzeten ein bestimmungsrelevantes Kriterium, differieren die Quellenangaben. Teilweise wird erwähnt, dass die LBM-Sporen verschiedenfarbig sind, teilweise wird behauptet, dass die Sporenpulverabdrücke immer oder mehrheitlich braun sind, sodass selbst eine mikroskopische Unterscheidung der Arten erschwert würde.
Die LBM verfügen über klar definierte Stiele und trockene, konvexe Hüte, die mit zunehmendem Alter abflachen. Im jungen Stadium werden bei einigen Arten Annuli beobachtet, während diese bei anderen Arten völlig fehlen. Die meisten oder sogar alle LBM sind Saprophyten; allerdings geht die Gattung Alnicola Mykorrhizen mit Erlen ein. Darüber hinaus zeigen die meisten LBM Hygrophanität. Durch ihre Artenvielfalt findet man LBM weltweit in nahezu allen Habitaten und auf verschiedenen Untergründen (auf Erde, Holz, Rasen, Weiden und in Wäldern) und in den gemäßigten Klimazonen durchgehend zwischen Frühjahr und Herbst.

## Ähnliche Konzepte
Die Zusammenfassung kleiner, ähnlicher und kaum unterscheidbarer Arten in einer Sammelkategorie ist auch in anderen Biowissenschaften durchaus üblich. So existiert beispielsweise in der Botanik der Begriff der „damned yellow composites“ (de.: verdammte gelbe Korbblütler; DYC). Diese Bezeichnung wurde unter anderem von Oliver Sacks und Lady Bird Johnson geprägt und bezieht sich auf diverse gelbe Vertreter der Korbblütlerfamilie (Asteraceae oder Compositae), die in Europa zu den artenreichsten Pflanzenfamilien zählt.
In der Ornithologie sind die „little brown birds“ (de.: kleine braune Vögel; LBB) – auch als „little brown jobs“ (de.: kleine braune Dinger; LBJ) bezeichnet – sowie die „little grey birds“ (de.: kleine graue Vögel; LGB) bekannt. Dazu zählen mehrere Familien der Ordnung der Sperlingsvögel (Passeriformes), etwa die Sperlinge, Zaunkönige und Finken. Insbesondere trifft die Bezeichnung hier auf die Weibchen zu, denen für gewöhnlich das farbenfrohe Gefieder beziehungsweise das ausgeprägte saisonale Prachtkleid der Männchen fehlt und die häufig grau oder bräunlich sind. Zudem erlaubt die passive Vogelbeobachtung selten, die Tiere aus naher Distanz anzuschauen, was eine Bestimmung ebenfalls erschweren kann.
Die verschiedenen, schwierig zu unterscheidenden Arten der Fledermausgattungen Vespadelus und Scotorepens werden in Australien auch als „little brown bats“ (de.: kleine braune Fledermäuse) bezeichnet.
Auch in der Mykologie selbst sind die LBM nicht die einzige Sammelkategorie, gibt es doch auch die Zuschreibung der „big white mushrooms“ (de.: große weiße Pilze; BWM). Mit ihr werden zahlreiche größere, blass weißliche Vertreter der Ordnung der Champignonartigen (Agaricales), viele davon in der Gattung Trichterlinge (Clitocybe), zusammengefasst.